# الجريف غرب (الخرطوم)
 الجريف غرب  حي سوداني يقع في ولاية الخرطوم داخل مدينة الخرطوم وهو من أقدم وأعرق أحياء الخرطوم. وهي منطقة مهمة في الخرطوم لعب سكانها أدوار رئيسية في النشاط الاقتصادي، السياسي، والاجتماعي في السودان

## الموقع
اختلف الكتاب في موقع وجغرافية الجريف غرب ويرجع ذلك اللبس للتحول الجغرافي الكبير في العاصمة الخرطوم وتمدد الأحياء السكنية. تقع شرق الخرطوم متاخمة للنيل الأزرق. وكانت الجريف غرب قديماً تشمل أراض واسعة مثل المعمورة والمنشية والمطار والفردوس والرياض والطائف والسلمة وجبرة حتى حدود جبل الأولياء كلها كانت مراعي لأغنام أهالي الجريف غرب وسواقي وأراضي مطرية وتروس. وتقلصت بفضل الخطط الإسكانية وتمدد المدينة والعمران والإقبال على الأرض وهذا من سنن الله في الكون أن تتغير المعالم والأشياء. أن الجريف غرب قديماً كانت تسمى بالسواقي وتبدأ من الساقية (1) وتنتهي بالساقية (7) شمال سوبا وجنوب الجريف غرب نسبة لأنها منطقة زراعية وتغيرت فيما بعد هذه السواقي تدريجياً إلى مناطق سكنية.

## التسمية
- اختلفت الروايات في نشأة الجريف غرب لزلك من الصعب التكهن أو الجزم بالتحديد معرفة تاريخ التأسيس بزمن محدد ولكن الدلائل المادية والآثار تدل على أن الجريف غرب هي جزء من دولة علوة التي هي عاصمتها سوبا. اسم الجريف جاء من الجروف (جروف جرف جرافة) وهي نوع معين من الأرض الزراعية.
- كلمة جريف تعني المنطقة التي جرفها الماء وسُمِّيت بهذا الاسم نسبة لقربها من النيل الذي يفيض في كل عام وتنحسر المياه وتخلف وراءه جرفًا ومن هنا جاءت التسمية وأيضًا أهل الشمالية يسمون المناطق التي تقع قرب النيل جرفًا ويرجع تأسيسها إلى الحضارة المروية وتأكد ذلك بتنقيب المنطقة «1983» عندما توصلت بعثة التنقيب عن الحضارة والآثار وجدت آثارًا في الحضارة المروية الأولى لمقابر جماعية وآثار قديمة شمال الجريف غرب وأكد كتاب صلاح عمر الصادق بكتابه «ملامح من الحضارة السودانية».[3]

## التاريخ
تشير المراجع إلى أن هنالك عدة روايات حول نشأة منطقة الجريف غرب
- الروايـة الأولى:- جاء في كتاب تاريخ الخرطوم لمحمد إبراهيم أبو سليم الآتي (لقد اقتطع الفونج للشيخ يعقوب ابن مجلي قطعة أرض في الجريف غرب فينسب تأسيس الجريف غرب للشيخ يعقوب الملقب بضنب العقرب). وقال بذلك أيضا الدكتور عون الشريف قاسم في كتابه أشهر الأماكن والإعلام
- الـرواية الثانـية: - أن تاريخ الجريف يبدأ بزوال وخراب سوبا حينما جمع عبد الله جماع القبائل العربية للقضاء على تلك الدولة وكان معظم المقاتلين في هذا الجيش هم سكان أهل الجريف غرب الحاليين بكافة قبائلهم وبعد زوال سوبا استقر هذا الجيش في منطقة الجريفات الحالية على ضفتي النيل ورجع السلطان عمارة دنقس سلطان الفونج من العيلفون وبطبيعة القبائل العربية تحب الحركة والبحث عن الأراضي الواسعة والمراعي فلم يطب المقام لها في سوبا فاستقروا في الجريف غرب وشرق لاتساع المراعي ولانبساط النيل طولا وعرضا
- الـرواية الثـالثة:- وهذه الرواية من شيوخ وأعلام أهالي الجريف غرب المعمرين تشير هذه الرواية أنه كان هناك نزاع بين أهالي الجريف غرب والعنج حول الأرض الزراعية ولا نعلم إذا كانوا يسكنون معهم جنب إلى جنب أم غير ذلك من الاحتمالات (العنج الحمر) ويعني سكان سوبا الأصليين وهذا النزاع انتهى بأيلولة الأرض لأبناء الشيخ يعقوب بن مجلي بعد أن فصل حاكم الفونج في ذلك الوقت في هذه القضية، وهذه الرواية على الرغم من قلة تفاصيلها وعدم دقتها إلى أنها تشير إلى حقائق تاريخية يمكن استنتاجها وهي أن الخرطوم لم تكن بصورتها الحالية ولم تكن بالتأكيد أرض غفار غير مأهولة تماما بل بها بعض القرى البسيطة المتناثرة مثل الجريف غرب.

والأحياء الموجودة بالجريف غرب هي رقيعة القلعة، فريق الحاج وكان اسمه حي الزنارخة والقراريج والشيطة وثكلت والحجيرات والخلات والحجر.

## المناخ
حي الجريف غرب  في مينة الخرطوم التي تعتبر واحدة من المدن الرئيسية الأكثر حرارة في العالم. فقد تتجاوز درجات الحرارة فيها 48 درجة مئوية في منتصف الصيف، إلا أن المتوسط السنوي لدرجات الحرارة القصوى يبلغ حوالي 37.1 درجة مئوية، مع ستة أشهر في السنة يزيد المتوسط الشهري لدرجة الحرارة فيها عن 38 درجة مئوية. وفي كل الأحوال فإن درجات الحرارة في الخرطوم تهبط بمعدلات كبيرة خلال الليل، إلى أدنى من 15 درجة مئوية في شهر يناير / كانون الثاني وقد تصل إلى 6 درجات مئوية عند مرور جبهة هوائية باردة.

## التعليم
عرف حي الجريف غرب التعليم منذ إنشائه ومنذ ذلك الحين انتشرت المدارس في المدينة على اختلاف مراحلها ومناهج التدريس فيها. ويمكن تقسيم المدارس في الخرطوم إلى مدارس عامة حكومية وأخرى خاصة يديرها القطاع الخاص.
- المدارس: عدد المدارس الحكومية يبلغ «7» مدارس للبنين أساس و«7» مدارس للبنات أشهرها المدرسة المزدوجة بنين أساس والجريف غرب أساس، أما المدارس الثانوية «2» مدرسة بنات واحدة للبنين وأشار إلى أن عدد المدارس الخاصة يبلغ ثماني مدارس ووضّح أن عدد رياض الأطفال يبلغ «20» روضة[3] ومركز تدريب وتأهيل الدعاة جامعة أم درمان الإسلامية بالحارة الأولى جنوب وأبرز مركز مهم هو مركز راشد دياب للثقافة والفنون
- الكليات : الجريف غرب تضم ثلاث كليات:

1. كلية الخرطوم التطبيقية الحارة الأولى «ج».
2. كلية الإمارات التقنية بالحارة السادسة.
3. كلية طحنون.[3][5][6]

## سكان حي الجريف غرب
إن سكان الجريف غرب في حقيقة الأمر هم مجتمع يشمل بداخله الكثير من القبائل التي انصهرت فيما بينها ونتج عن ذلك إنسان الجريف غرب الحالي وهذا ما يدل على أن ذلك الشعب القديم الاستيطان في هذه المنطقة عرف المدينة منذ القدم ولم يكن مجتمع منعزل أو رعوي إنما كان مجتمع مدني عرف الاستقرار منذ زمن بعيد. من القبائل التي أسست الجريف غرب الجموعية وهي قبيلة مقاتلة عرفت بالفراسة والمشايخة (الزنارخة) البكرية هم طبقة العلماء وكلاهما لهم الفضل في التأسيس. حظي الفقهاء بمكانة عالية عند سلاطين الفونج لذلك إقتطعوا لهم الأراضي الواسعة وجاء العلماء من جميع البلاد العربية والإسلامية من الحجاز ومصر والمغرب.

### الزراعة
سكان هذه المنطقة جميعهم كانوا مزراعين وعرفوا الزراعة القديمة منذ عهد الفونج إلى وقتنا الحالي وتبدأ من الساقية (1) المنشية وكان يزرع فيها جميع أنواع الخضر والفواكه أما الأراضي غير المحاذية للنيل فهي تروس كان يزرع فيها الحبوب وهنالك أراضي تروى بالآبار وهنالك أراضي شبه غابات يمتلكها بعض الأهالي وتلك الأراضي تتغير بتغير الطبيعة.
وكانت الجريف القديمة ذات حدائق غناء واشتهرت بجودة الخضر المزروعة والفواكه مثل (الجوافة والليمون...) مثلها ومثل توتي وهي أرض ذات تربة طينية خصبة وأضف إلى ذلك أن تلك المزارع الكبيرة المساحة الحجم والزراعة تروى بالآبار، أو المطرية في الفضاء حول تلك المنطقة والآن تبدلت تلك المعالم لأسباب عديدة منها ازدياد عدد السكان بمتوالية هندسية وأصبح حجم الأرض الزراعية لا يفي بمقدار حجم السكان وأضف إلى ذلك تمدد المدينة والخطط الإسكانية الشيء الذي أدى إلى إغراء الأهالي لبيع الأراضي الزراعية والسكنية وكذلك نمو كمائن الطوب التي حلت محل المزارع للربح المضمون (عائد الطوب) وأيضاً نزع الأرض وبسبب كل تلك العوامل اندثرت الزراعة واختفت المعالم القديمة. إضافة إلى ذلك انصراف الكثير من الناس عن العمل في الزراعة وامتهانهم مهن أخرى بسبب تلك العوامل وانصراف الأهالي وانخراطهم في الحياة الوظيفية.

## معالم الحي

### الجانب العقائدي
- المسجد العتيق الذي بُني في عهد الفونج عام «1800م» في الحارة الثالثة من الطين للبن وأُدخلت عليه عدة ترميمات إلى أن تمت إعادة تشييده قريبًا بجانب عدد «2» من الخلاوي منها خلوة الحاجة فهيمة بالحارة السادسة وخلوة قرشي المقدم بالحارة الخامسة و«35» من الزوايا أشهرها زاوية بابكر العمدة في الحارة الرابعة على امتداد حارات الجريف وبها دار مؤمنات لتحفيظ القرآن إضافة إلى الكنيسة التي تقع في الحارة الثالثة.

### الجانب الرياضي
- نادي شبرا بالحارة الخامسة وهو من الأندية القديمة ونادي الفلاح بالحارة الثانية وبه مكتبة ثقافية ضخمة ونادي الإخلاص والتقدم بالحارة السادسة.
- نادي الجريف غرب وتأسيس نادي الجريف غرب، فقال تم تصديق نادي الجريف غرب من مفتش الخرطوم بحري والضواحي في عام 1960م[3]

### جانب العمارة
- الفيصلية تقع منطقة مشروع (حي الفيصلية) على امتداد شارع النيل ضمن مربع (90) الجريف غرب (المعمورة) في مساحة تقدر بـ (48 ألف متر) موزعة على (58 قطعة سكنية متنوعة) وتمتاز المنطقة بالجوار الهادئ والراقي، حيث يفصل بين المخطط الجديد وشارع بشير النفيدي مربع (84) الجريف غرب، ومتوفر بها جميع الخدمات من كهرباء ومياه وطرق مسفلتة وملاعب ومساحات خضراء تجسد تطور البنية الأساسية استجابة لتطلعات المستقبل.[7]

### الأسواق
بالرغم من الكثافة السكانية العالية إلا أن الجريف بها اثنان من الأسواق وهما سوق القلعة وسوق الشيطة القديم إضافة إلى سوق السمك بالحارة الخامسة.
أما في الجانب الصحي فيوجد مركز صحي الجريف غرب بالحارة الثالثة والآن يعاد تأهيله لمركز نموذجي ومركز صحي الفاروق بالشيطة وهو غير حكومي ومركز بت البلد الخيري هو الآخر غير حكومي ومركز الشهيد أبو دجانة، وبها «67» صيدلية
المقابر الموجودة مقبرة الشيطة في الحارة السادسة ومقبرة نصر بالقلعة.. ومن المعالم أيضًا صهريج الماء بالحارة الرابعة الذي افتُتح على يد الفريق إبراهيم عبود مضيفًا أن هناك اثنين من مراكز الشرطة واحد ب«84» والآخر الجريف الحارة الثانية.. و«11» بسط أمن شامل،

## أهم الشخصيات البارزة
وعاد فتح الرحمن للحديث عن أهم الشخصيات البارزة حيث ذكر أن الجريف تضم أكبر عدد من الشخصيات البارزة والمؤثرة في المجتمع السوداني، ونذكر منهم شخصيات من التاريخ القديم على سبيل المثال لا الحصر أبناء الشيخ عبد الله يعقوب ود قلينج ومنهم الصديق والمصطفى والطيب وعلي والسماني وعبد القادر محمد نور الشخ يعقوب ود قلينج والشيخ صباحي الأزرق والشيخ المك جبر الدار مع الاعتراف بالدور الذي لعبته هذه الشخصيات في تاريخ الجريف ويشير إلى أن الشيخ بابكر محمد سعيد خليفة كريعات هو من مواليد الجريف وهو مؤسس خلاوي كريعات بتمبول مشيرًا إلى أن أهم رواد التعليم من الرعيل الأول هو موسى بشير إمام وآدم علي أبو زيد والمخرج السينمائي الأول محمد سين بابكر وزوجته ماما صفية مقدمة برنامج جنة الأطفال والمرحوم إبراهيم بشير إمام من أوائل الطيارين السودانيين وعبد الرحمن بشير محامي من الرعيل الأول ويونس بشير من أوائل المذيعين ود. البدري عمر إلياس عميد كلية الهندسة جامعة الخرطوم وهو من قام بتخطيط مدينة العين بالإمارات ود. مصطفى عبد الباقي مهندس خطط مدينة مكة وفي الجانب الفني برز العديد من الشعراء منهم الصادق إلياس وهو من مواليد الجريف وله عدة أشعار تعنى بالجريف منهم «بلدة ريفية» تغنت بها سمية حسن وأيضًا الشاعر يوسف أحمد يعقوب والشاعر أبو القاسم عثمان ومن الملحنين خليل أحمد الذي تعامل مع وردي في رائعته «يا طير يا طاير» ومن الفنانين عبد الرحمن بشير ابن الشاطئ الذي قام بتلحين وغناء أغنية «الجندول» للشاعر علي محمود طه وقد اشتهرت الأغنية في الثمانينيات عندما غناها الفنان عبد الكريم الكابلي وأيضًا من سكان الجريف الراحل المقيم مصطفى سيد أحمد الذي ما زال منزل أسرته موجودًا.